# Динар (хребет)
Динар (Кухе-Динар, перс. دنا‎) — горный хребет на западе Ирана, к северу от Ясуджа, часть гор Загрос. Высочайшая вершина — 4525 м над уровнем моря. По хребту граничат останы (провинции) Кохгилуйе и Бойерахмед, Исфахан, Фарс и Чехармехаль и Бахтиария.
Является местом обитания для огромного количества видов растений и нескольких исчезающих и эндемичных видов млекопитающих. В высокогорье преобладают виды дуба, а на более низких высотах распространены фисташки и миндаль. Зимой температура достигает минус 25 °C. В это время года хребет часто покрыт снегом, а некоторые из высочайших вершин остаются покрытыми снегом круглый год. Кроме того, по всему хребту растут деревья родов каркас и груша, а также семейства ореховые. Разнообразные животные, такие как бурый медведь, орлы, волки, различные дикие кошки, включая каракалов, рысей и леопардов, дикие козы давно поселились в этом регионе. Входит в водосборный бассейн реки Херсан, левого притока Каруна. Здесь находятся живописные водопады. Является одним из первых центров одомашнивания растений и животных (10 000 лет назад). В 2010 году зарегистрирован биосферный заповедник Динар.
18 февраля 2018 года в хребет Динар врезался ATR 72-200. Погибли все находившиеся на борту: 60 пассажиров и шесть членов экипажа.